# Сиба Горо
Сиба Горо (яп. 柴 五郎 Сиба Горо:, 21 июня 1860 — 13 декабря 1945) — самурай и позже генерал Императорской армии Японии.

## Молодость
Сиба Горо был пятым сыном самурая княжества Айдзу по имени Сиба Сатадзо. Ребёнком он был свидетелем войны Босин. В течение короткого времени работал на правительство префектуры Аомори, после чего поступил в Императорскую Военную академию. В 1879 году ему присвоили звание младшего лейтенанта (яп. 少尉 сё:и) артиллерии, а в 1884 году — лейтенанта (яп. 中尉 тю:и).

## Военная карьера
В 1895 году он участвовал в Первой китайско-японской войне.
Как подполковник (яп. 中佐 тю:са) в 1900 году Сиба Горо был военным атташе в японском дипломатическом представительстве во время Ихэтуаньского восстания. Он безупречно служил во время той кампании, включая осаду Пекина, за что был награждён орденами и медалями стран Альянса восьми держав.
Впоследствии он служил в артиллерийском полку в Русско-японской войне, и за храбрость в сражении был награждён орденом Золотого сокола 2-й степени. Позднее его направили военным атташе в Великобританию.
После того, как Сибе Горо присвоили звание генерала, он вернулся в Японию и принял командование недавно сформированной 12-й дивизией. Он был награждён орденом Священного сокровища 1-го класса. Он сопровождал принца Ёрихито во время официального визита в Англию в 1918 году. По возвращении он некоторое время, до выхода на пенсию командовал Тайваньской армией.
Сиба Горо скончался от ран спустя 4 месяца после попытки самоубийствa, предпринятой после получения известия о Японской капитуляции в 1945 году.

## Писательская карьера
Сиба Горо — автор мемуаров «Записки некоего свидетеля реставрации Мэйдзи из Айдзу, Сибы Горо» (яп. ある明治人の記録―会津人柴五郎 Ару Мэйдзи-дзин но кироку — Айдзу-дзин Сиба Горо:), которая была переведена на английский и издана под названием «Remembering Aizu: The Testament of Shiba Goro» («Вспоминая Айдзу: завещание Сибы Горо»). В книге он описывает свои детские годы и службу в армии, а также приводит свой взгляд на Реставрацию Мэйдзи в Японии. Также он описал осаду Пекина в книге, которая так и называется «Осада Пекина» (яп. 北京籠城 Пэкин ро:дзё).